# Despre oameni și melci
Despre oameni și melci este un film românesc din 2012 regizat de Tudor Giurgiu. Rolurile principale au fost interpretate de actorii Andi Vasluianu, Monica Bîrlădeanu, Dorel Vișan.

## Distribuție
Distribuția filmului este alcătuită din:
- Gabriel Gheorghe — Gabi
- Emilian Oprea — Emy
- Jean-François Stevenin — Robert
- Andreea Bibiri — Ana
- Valeria Seciu — Tatiana
- Sebastian Marina — Marin
- Alin Panc — Alin
- Elena Negreanu — Mama lui Vladimir
- Doru Presecan — Doru
- Dragoș Gărdescu - Puya — Interpret karaoke
- Alina Berzunțeanu — Carmen
- Constantin Florescu — Tache
- Dorel Vișan — Vladimir
- Vlad Jipa — Vlad
- Ion Grosu — Mirel
- Ovidiu Crișan — Ion
- Cătălin Cucu — Cătălin
- Cuzin Toma — Toma
- Clara Vodă — Doctor Gina Filip
- Gavril Pătru — Giani
- Adrian Matioc — Adi
- Mihai Dorobanțu — Mihai
- Andi Vasluianu — George Petrescu
- Liliana Ghiță — Mama Manuelei
- Robinson Stevenin — Olivier
- Constantin Fugașin — Colan
- Albert Dima — Viorel
- Cătălin Grigoraș — Grigore
- Sorin Misirianțu — Sorin
- Monica Bîrlădeanu — Manuela
- Ion Besoiu
- Sebastian Lupu — Sebi

## Primire
Filmul a fost vizionat de 61.684 de spectatori în cinematografele din România, după cum atestă o situație a numărului de spectatori înregistrat de filmele românești de la data premierei și până la data de 31 decembrie 2014 alcătuită de Centrul Național al Cinematografiei.